# Marum
Marum este o comună și o localitate în provincia Groningen, Țările de Jos. 

## Localități componente
Boerakker, Jonkersvaart, Lucaswolde, Marum, Niebert, Noordwijk, Nuis, De Wilp.